# Łydynia (przystanek kolejowy)
Łydynia – zlikwidowany wąskotorowy przystanek osobowy w Ciechanowie, w województwie mazowieckim, w Polsce.